# Flugplatz Vöslau

i7
i11
i13
Der Flugplatz Vöslau (auch Flugplatz Wien-Vöslau; ehemals Flugplatz (Vöslau-)Kottingbrunn, ICAO-Code: LOAV), ist ein im Gebiet der niederösterreichischen Marktgemeinde Kottingbrunn, nächst der Stadt Bad Vöslau gelegener Sportflugplatz.

## Geschichte
Seine Entstehung reicht bis in die ersten Monate des Jahres 1926 zurück, als das Fliegen eine große Euphorie hervorrief und es dem Rechnungsrat Franz Thour-Thoursfeld (1874–1947) in Vöslau gelang, einen Flugplatz in Vöslau sicherzustellen. April/Mai 1926 stellte die Gemeinde Vöslau dem österreichischen Vorkämpfer des Segelfluges, Raimund Nimführ (1874–1954), einen geeigneten Flugplatz und Hangar für seine Versuche zur Verfügung.
Im Jahr 1927 fand die erste Atlantiküberquerung durch Charles Lindbergh statt. Im Juni 1928 beschloss der Gemeinderat von Vöslau die Errichtung eines Flughafens, zunächst nur für Schauflüge mit modernen Flugzeugen. 50 Joch (ca. 0,29 km²) Grund waren dafür zu planieren. Gemäß der Dringlichkeit der Sache wurde bereits für den 5. August des Jahres der regelmäßige Flugverkehr Wien–Vöslau in Aussicht genommen. Am 12. August 1928 fand auf dem neu errichteten Bad Vöslau-Kottingbrunner Flugplatz ein Schaufliegen statt, an dem unter anderem der Kunstflieger Franz Zuzmann (bisweilen Zuzman) sowie die deutsche Fallschirmspringerin Helly Tussmar (1902–1929) teilnahmen.
Im Jahr 1929 wollte der populäre Weltkrieg-I-Pilot und Veranstalter von Wien-Rundflügen Franz Zuzmann einen Privatflugplatz für Schulungszwecke anlegen. Die Nutzung des Flugfeldes Aspern war wegen erschöpfter Kapazitäten nicht möglich, und so richtete Zuzmann ein Ansuchen an das zuständige Ministerium und pachtete in der Folge von der Gemeinde Kottingbrunn brachliegende Agrarflächen für 30 Jahre. Im Jahr 1930 erhielt er die Genehmigung für einen Privatflugplatz, 1931 verbüchert als Flughafen Kottingbrunn Franz Zuzman & Co. Kommanditgesellschaft, Wien-Innere Stadt, Schwarzenbergplatz 2; Fertigstellung und Betrieb eines nicht dem allgemeinen öffentlichen Luftverkehr dienenden Flugplatzes im Gemeindegebiet von Kottingbrunn; persönlich haftender Gesellschafter Franz Zuzmann. Trotz Investitionen gelang es Zuzmann nicht, den Flugplatz in einen öffentlichen umzuwandeln.
1937 wurde ein etwa 1000 m² großer Hangar errichtet, der Maschinen, die in Wien wegen Nebels nicht landen konnten, Unterstand gewährte. Der Flugplatz Bad Vöslau würde somit Ausweichlandeplatz von Aspern sein. Im Jahr 1938 zum „Anschluss“ Österreichs an das Deutsche Reich übernahm die deutsche Luftwaffe den Flugplatz. Zuzmann wurde finanziell entschädigt. Am 14. August 1939 konnte nach einjähriger Bauzeit, und nach Einsatz von ca. 2000 Arbeitern, die Fliegertruppe das Richtfest zum Ausbau des Fliegerhorstes feiern, deren zum Luftgau XVII gehörende Belegschaft von 1800 Mann die Anlage im Herbst des Jahres beziehen konnte.

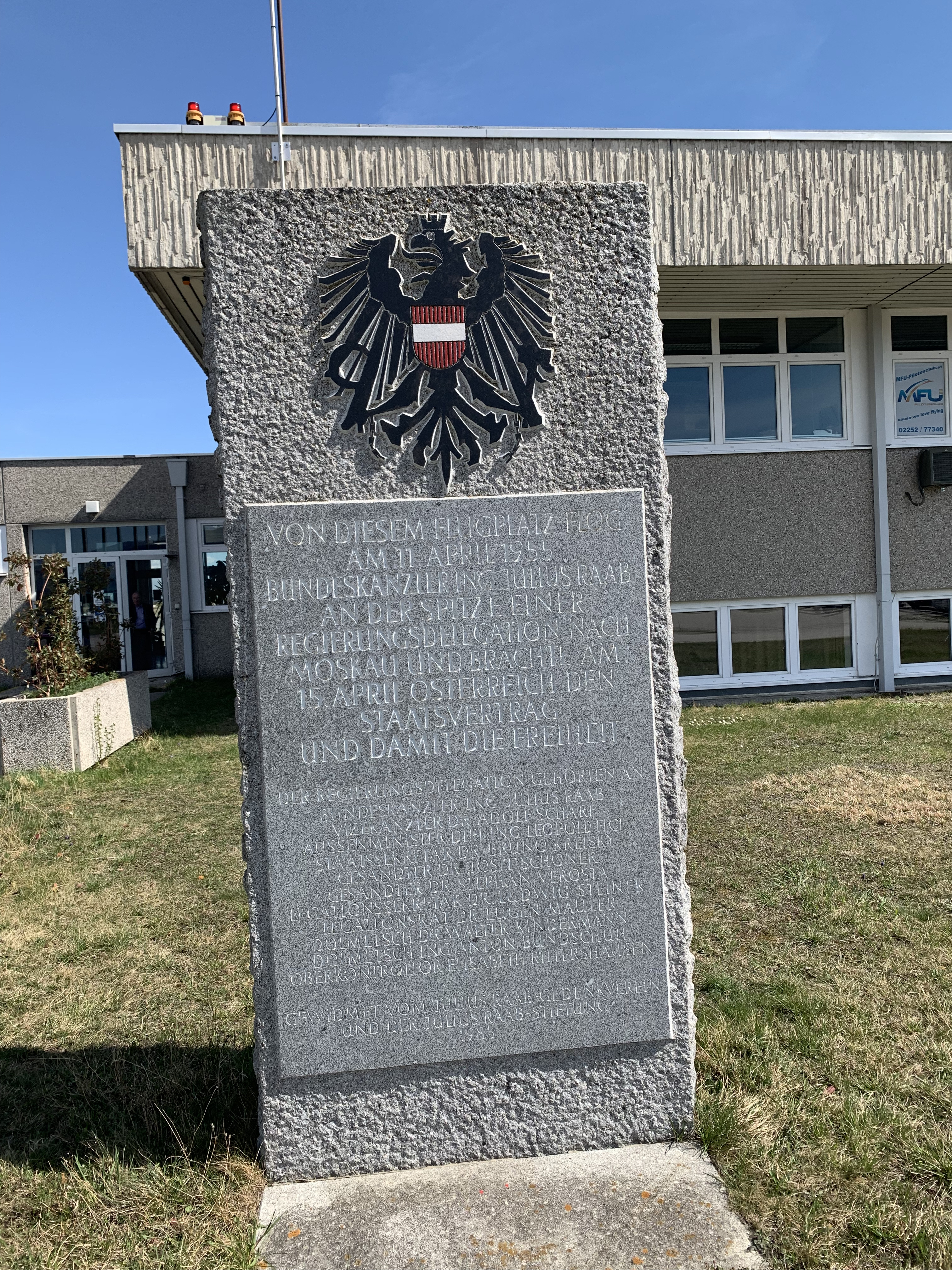
Gedenkstein zur Erinnerung an Abflug und Ankunft der österreichischen Staatsvertragsdelegation 1955

Im Jahr 1942 wurde eine Jagdfliegerschule eingerichtet. Nach dem ersten alliierten Luftangriff auf Wiener Neustadt im Jahr 1943 wurde in Vöslau ein Auslagerungsbetrieb der Wiener Neustädter Flugzeugwerke eingerichtet. Dadurch wurde in den beiden letzten Kriegsjahren auch der Flugplatz ein Ziel amerikanischer Bomber. So wurde der größte Teil der Anlagen durch einen Angriff von Mustangs stark zerstört. Den Rest zerstörten die abziehenden deutschen Truppen 1945.
Nach dem Zweiten Weltkrieg wurde der Flugplatz von der sowjetischen Besatzungsmacht als deutsches Eigentum übernommen und notdürftig wieder hergerichtet.
Historische Bedeutung erlangte der Flugplatz, als die österreichische Regierungsdelegation am 11. April 1955 von Vöslau zu Staatsvertragsverhandlungen nach Moskau flog und Bundeskanzler Julius Raab nach Rückkunft am 15. April auf dem Flugfeld eine erste Rede über den erreichten Verhandlungserfolg hielt. Erst nach dem Staatsvertrag wurde der Platz an die Republik Österreich übergeben. Da das Bundesheer den Flugplatz nicht benötigte, wurde dem Österreichischen AERO Club eine Betriebsbewilligung erteilt.
Im Jahr 1972 wurde die Erhaltung des Flugplatzes an die Flughafen Wien Betriebsgesellschaft übertragen. Danach wurden wieder größere Investitionen wie neue Gebäude und Hangars getätigt und auch eine 850 m lange Asphaltpiste errichtet. Im Jahr 1985 erhielt der Flugplatz das Öffentlichkeitsrecht. Flugplatzhalter ist die Flugplatz Vöslau BetriebsGmbH – FBG.
Im Jahr 1999 wurde die Piste auf 950 m verlängert, es wurden Stoppflächen angebaut, eine Befeuerung installiert und ein Instrumentenanflugverfahren veröffentlicht.
Im April 2013 berichtete die Presse über einen anstehenden Verkauf des Flugplatzes, da laut Prüfer des Rechnungshofes seit 2008 kein positives Geschäftsjahr mehr verzeichnet werden konnte.

## Zwischenfälle
Am 4. Juli 2018 um 10:15 Ortszeit stürzte eine einmotorige Cessna 172 ab und blieb mit der Nase in der Wiese neben der Start- und Landebahn stecken. Beide Insassen, 53 und 65 Jahre alt, wurden dabei getötet.
Ein anderer Zwischenfall ereignete sich am Abend des 19. Juni 2020: Damals flüchtete der mutmaßliche Wirtschaftskriminelle und frühere Wirecard-Chef Jan Marsalek vor den österreichischen Strafverfolgungsbehörden, indem er vom Flugplatz Bad Vöslau mit einem Privatflugzeug in die belarussische Hauptstadt Minsk flog.